# Powiat Ostprignitz

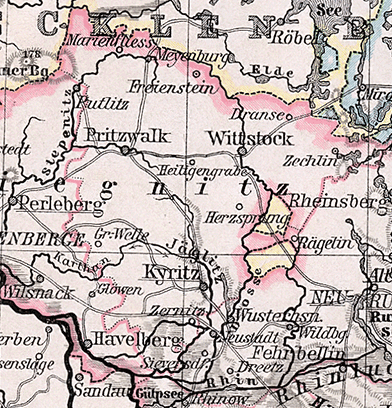
Mapa powiatu w 1905

Powiat Ostprignitz (niem. Landkreis Ostprignitz, Kreis Ostprignitz) – dawny powiat w Królestwie Prus, w prowincji prowincji Brandenburgia, w rejencji poczdamskiej. Istniał w latach 1818–1952, siedzibą władz powiatu było miasto Kyritz. Teren dawnego powiatu leży obecnie w kraju związkowym Brandenburgia w powiatach Prignitz oraz Ostprignitz-Ruppin.
1 stycznia 1945 na terenie powiatu znajdowały się:
- cztery miasta: Kyritz, Meyenburg, Pritzwalk oraz Wittstock/Dosse
- 145 innych gmin
- dwa majątki junkierskie.